# Suite Chic
Suite Chic, stylisé SUITE CHIC, est un groupe japonais. Il s'agit d'un projet musical temporaire, actif de fin 2002 à 2003 chez Avex Trax.

## Biographie
Suite Chic est une collaboration entre plusieurs artistes de la scène RnB contemporain et hip-hop japonaise autour de la chanteuse vedette Namie Amuro, avec notamment des participations de AI, Verbal de M-Flo, Dabo, et Zeebra. Namie Amuro, dont la carrière était alors en perte de vitesse, change de style musical à cette occasion, délaissant la pop qui avait fait son succès entre 1995 et 2000 pour le RnB, et trouve une nouvelle crédibilité artistique, qui relancera sa carrière en solo. Le 26 mars 2003, le groupe publie son premier et dernier DVD, When Pop Hits the Pix, qui arrive 42e à l'Oricon, et reste classé pendant quatre semaines.
Après la dissolution du groupe, la plupart des participants joueront dans des groupes à plus grand succès, et Namie Amuro retrouvera le succès en solo.

## Discographie

### Albums studio
- 2003 : When Pop Hits the Fan
- 2003 : When Pop Hits the Lab (album de remix)

### Singles
- 2002 : Good Life / Just Say So
- 2003 : "Uh Uh,,,,,," feat. AI / Baby Be Mine

### Vinyles
- 2003 : Good Life feat. Firstklas (Ryosuke Imai & Zeebra)
- 2003 : Just Say So feat. Verbal (m-flo)
- 2003 : When Pop Hits the Fan (double vinyle)
- 2003 : When Pop Hits the Lab: 01
- 2003 : When Pop Hits the Lab: 02